# Phan Thị Nguyệt Thu
Phan Thị Nguyệt Thu (sinh ngày 29 tháng 9 năm 1974) là Thẩm phán, Đại biểu Quốc hội nước Cộng hòa xã hội chủ nghĩa Việt Nam. Bà hiện là Tỉnh ủy viên, Bí thư Ban Cán sự Đảng, Bí thư Đảng bộ Tòa án, Thẩm phán cao cấp, Chánh án Tòa án nhân dân tỉnh Hà Tĩnh, Đại biểu Quốc hội khóa XV từ Hà Tĩnh.
Phan Thị Nguyệt Thu là đảng viên Đảng Cộng sản Việt Nam, học vị Thạc sĩ Luật, Cao cấp lý luận chính trị. Bà có sự nghiệp xuất phát điểm từ Viện Kiểm sát, chuyển sang Tòa án và đều công tác ở hệ thông tư pháp tỉnh Hà Tĩnh.

## Xuất thân và giáo dục
Phan Thị Nguyệt Thu sinh ngày 29 tháng 9 năm 1974 tại xã Đan Trường, huyện Nghi Xuân, tỉnh Hà Tĩnh. Bà lớn lên và tốt nghiệp phổ thông ở Nghi Xuân, theo học Học viện Cảnh sát nhân dân và tốt nghiệp Cử nhân Luật, sau đó học cao học từ tháng 6 năm 2015 ở Khoa Luật, Đại học Quốc gia Hà Nội, nay là Trường Đại học Luật, tốt nghiệp Thạc sĩ Luật vào tháng 2 năm 2018. Bà được kết nạp Đảng Cộng sản Việt Nam vào ngày 3 tháng 7 năm 1999, trở thành đảng viên chính thức sau đó 1 năm, từng theo học các khóa chính trị ở Học viện Chính trị Quốc gia Hồ Chí Minh từ tháng 9 năm 2008 đến tháng 8 năm 2009 và tốt nghiệp Cao cấp lý luận chính trị. Bà cũng từng học khóa bồi dưỡng lãnh đạo, quản lý cấp vụ và tương đương do Học viện Hành chính Quốc gia đào tạo giai đoạn tháng 9–10 năm 2019.

## Sự nghiệp
Tháng 9 năm 1996, Phan Thị Nguyệt Thu được tuyển dụng công chức vào Viện Kiệm sát nhân dân tỉnh Hà Tĩnh, phân về Viện Kiểm sát nhân dân huyện Hương Khê làm chuyên viên. Sau đó 5 năm, vào tháng 8 năm 2001, bà được bổ nhiệm làm Kiểm sát viên của Viện Kiểm sát nhân dân huyện Hương Khê, học luật ở Học viện Cảnh sát nhân dân trong 2 năm 2001–03. Tháng 10 năm 2006, bà được điều sang Tòa án nhân dân huyện Hương Khê, bổ nhiệm làm Thẩm phán sơ cấp, đến tháng 5 năm 2007 thì tới Tòa án nhân dân huyện Vũ Quang nhậm chức Phó Chánh án. Tháng 7 năm 2008, bà tiếp tục được điều chuyển, tới Tòa án nhân dân thành phố Hà Tĩnh, là Thẩm phán sơ cấp, Phó Chánh án. Bà giữ cương vị này 5 năm, đến tháng 5 năm 2013 thì thăng chức Chánh án, nâng ngạch Thẩm phán trung cấp vào tháng 12 năm 2016. Tháng 1 năm 2019, bà được điều lên Tòa án nhân dân tỉnh Hà Tĩnh, được chỉ định làm Ủy viên Ban Cán sự Đảng, nhậm chức Phó Chánh án.
Ngày 20 tháng 4 năm 2020, Phan Thị Nguyệt Thi được giao nhiệm vụ phụ trách tòa, đến ngày 27 tháng 6 thì được bổ nhiệm làm Chánh án Tòa án nhân dân tỉnh Hà Tĩnh. Sau đó, bà được bầu làm Bí thư Đảng bộ Tòa án nhân dân tỉnh, rồi được bầu vào Ban Chấp hành Đảng bộ tỉnh tại Đại hội Đảng bộ tỉnh lần thứ XIX, nhiệm kỳ 2020–2025, rồi nâng ngạch Thẩm phán cao cấp vào năm 2021. Trong năm 2021, với sự giới thiệu của Ủy ban Mặt trận Tổ quốc Việt Nam tỉnh, bà tham gia ứng cử đại biểu Quốc hội từ Hà Tĩnh, thuộc đơn vị bầu cử số 3 gồm thị xã Hồng Lĩnh, huyện Đức Thọ, Hương Sơn, Vũ Quang, rồi trúng cử Đại biểu Quốc hội khóa XV với tỷ lệ 92,31%.